# Last Kiss (超新星の曲)
「Last Kiss」（ラスト・キス）は、超新星の4枚目のシングルである。2010年1月20日発売。

## 概要
- 2010年1枚目のシングル。

## 仕様
- 超☆限定版
  - CD＋ペアリストバンド＋ペアLIVE入場引き換え券
- 初回盤
  - CD+DVD
- 通常盤
  - CD

## 収録曲
1. Last Kiss
  - 作詞：GIORGIO 13　作曲・編曲：GIORGIO CANCEMI

2009年12月度・2010年1月度フジテレビ系「HEY HEY HEY MUSIC CHAMP」エンディングテーマ
2. 愛唄 / 超新星 feat. EЯY
GReeeeNの同名曲をカヴァー。